# Moriya
Moriya (jap. 守谷市, -shi) ist eine Stadt (Shi) in der Präfektur Ibaraki in Japan.

## Geographie
Moriya liegt etwa 35 km nördlich der Hauptstadt Tokyo, südwestlich von Tsukuba und nördlich von Kashiwa. Der Fluss Tone (利根川, Tone-gawa) fließt von Südwesten nach Südosten durch die Stadt. Außerdem fließen die Flüsse Kokai (小貝川, Kokai-gawa) im Nordosten und Kinu (鬼怒川, Kinu-gawa) im Westen durch Moriya.

## Geschichte
Moriya wurde am 2. Februar 2002 zur Stadt (Shi) ernannt.

## Wirtschaft
In Moriya gibt es mehrere Industriegebiete. Darüber hinaus ist die Stadt eine Trabantenstadt für Pendler, die im Großraum Tokyo arbeiten.

## Bildung
In Moriya gibt es neun öffentliche Grundschulen, vier Mittelschulen und eine Oberschule.

## Sehenswürdigkeiten
Im Osten der Stadt befindet sich der "Moriya-Wildvogel-Wanderweg" (守谷野鳥のみち, yachō no michi).

## Verkehr
- Straße:
  - Nationalstraße 294 nach Kashiwa oder Aizuwakamatsu

- Schiene:
  - Tsukuba Express nach Tsukuba (Ibaraki) oder Akihabara (Tokio)
  - Kantō Tetsudō Jōsō Linie nach Shimodate (Ibaraki) oder Toride (Ibaraki)

## Städtepartnerschaften
- Mainburg, seit 1990
- Greeley, Colorado, seit 1993

## Angrenzende Städte und Gemeinden
- Präfektur Ibaraki
  - Toride
  - Jōsō
  - Tsukubamirai
- Präfektur Chiba
  - Kashiwa
  - Noda

## Persönlichkeiten
- Takafumi Suzuki (* 1987), Fußballspieler